# Barbens (kommun)
Barbens är en kommun i Spanien.   Den ligger i provinsen Província de Lleida och regionen Katalonien, i den östra delen av landet, 400 km öster om huvudstaden Madrid. Antalet invånare är 928. Arean är 7,6 kvadratkilometer. Barbens gränsar till Tornabous, Tàrrega, Anglesola, Bellpuig och Ivars d'Urgell. 
Terrängen i Barbens är platt.